# Лютик (персонаж)
Лютик (пол. Jaskier), он же Юлиан Альфред Панкрац, виконт де Леттенхоф (Julian Alfred Pankratz, wicehrabia de Lettenhove) — странствующий бард, персонаж цикла «Ведьмак» Анджея Сапковского. Лучший друг и неизменный спутник Геральта из Ривии. Образ Лютика отличается на фоне большинства бардов, трубадуров и менестрелей современного фэнтези относительной реалистичностью.

## Профессия
Лютик — автор многочисленных баллад и стихов. Во многих своих произведениях он повествует о приключениях Геральта, благодаря чему ведьмак довольно знаменит, фактически являясь самым известным ведьмаком Севера. Более-менее полно читателям становятся известны лишь отрывки из мемуаров «Полвека поэзии» (пол. Pół wieku poezji), которые Лютик начал писать после дезертирства Геральта из ривской армии. Очевидно, эти мемуары — один из немногих переживших ледниковый период памятников литературы северян.

## Внешность, характер и возраст
Лютик представляет собой полную противоположность и яркий контраст главному герою — он болтлив и очень любвеобилен. Талантлив и любознателен, но в то же время весьма легкомыслен, из-за чего часто попадает в неприятности, нередко впутывая в них и Геральта, вынужденного вытаскивать друга оттуда, поскольку в бою Лютик беспомощен, хотя порой об этом забывает, стараясь помочь Геральту. Тем не менее, он не уступает Геральту в знании жизни и зачастую оказывается мудрее ведьмака. Несмотря на безалаберность, Лютик как оказалось, шпионил чуть ли не на всех королей севера, однако несмотря на угрозы Дийкстры не дал тому поймать ведьмака и рискуя наказанием, помогал ловить Геральту Риенса в обход Дийкстры.
В книгах фактически отсутствует описание внешности Лютика — упоминается только «фантазийная шапочка» и эльфийская лютня. Это, видимо, связано с тем, что действие книг разворачивается на протяжении почти двадцати лет. Даже настоящее имя Лютика Геральт узнает случайно — когда того опознали туссентские рыцари. Геральт за это время не меняется — а Лютик вынужден был бы значительно измениться. Поэтому создаётся впечатление, что у Лютика нет возраста. Дийкстра так отзывается о Лютике:

Мне известно, что тебе около сорока, выглядишь ты на тридцать, думаешь, будто тебе немногим больше двадцати, а поступаешь так, якобы тебе всего лишь десять.
Оригинальный текст (пол.)Wiadomym jest mi, że masz lat blisko czterdzieści, wyglądasz na blisko trzydzieści, wyobrażasz sobie, że masz nieco ponad dwadzieścia, a postępujesz tak, jakbyś miał niecałe dziesięć.
— Кровь эльфов, глава 5
Геральт в третьей главе «Башни Ласточки» также говорил:

Ведь тебе, Лютик, нет и сорока… всерьез рифмовать и придумывать мелодии начал в девятнадцать лет, вдохновленный любовью к графине де Стэль. И значит, стаж твоего служения упомянутой Госпоже, друг мой Лютик, не дотягивает даже до двадцати лет.
— Башня Ласточки, глава 3
Известно, что Лютик обладает красивой внешностью, из-за которой его иногда принимают за эльфа.
Из романа «Сезон гроз» мы узнаем, что у Лютика светлые волосы. :

Геральт не знал, кто это. Зато слишком хорошо знал его спутника — франта в фантазийной шапочке с пером цапли, спадающими на плечи светлыми волосами, уложенными на щипцах. Франта, который носил дублет цвета красного вина и рубашку с кружевным жабо. С непременной лютней и нагловатой ухмылкой на губах.— Сезон гроз, глава 4
Есть тревожное предположение о конце жизни Лютика:

Мне когда-то эльфка наворожила, что с этой юдолью слез я распрощаюсь на эшафоте с помощью ловкого мастера висельных дел. Правда, не верю я в такого рода дешёвую ворожбу, но несколько дней назад приснилось мне, будто меня вздергивают. Проснулся весь в поту, сглотнуть не мог и воздуха хватить. Так что не люблю я, когда кто о петлях болтает.
— Крещение огнём (роман), глава 3
В «Башне ласточки» упоминается находка рукописи Лютика в далеком будущем:

Случилось так, что группа археологов из университета в Кастелль Граупиане, проводящая раскопки в Боклере, обнаружила под слоем древесного угля, указывающего на некогда бушевавший здесь гигантский пожар, ещё более древний слой, датированный XIII веком. В том же слое откопали каверну, образованную остатками стен и уплотненную глиной и известью, а в ней, к великому изумлению ученых, — два прекрасно сохранившихся скелета: женщины и мужчины. Рядом со скелетами — кроме оружия и небольшого количества мелких артефактов — лежала длинная тридцатидюймовая туба, изготовленная из затвердевшей кожи. На коже был оттиснут герб с выцветшими красками, изображающий львов и ромбы. Руководивший экспедицией профессор Шлиман, крупный специалист по сфрагистике темных веков, идентифицировал этот герб как знак Ривии, древнего королевства с неустановленной локализацией.
— Башня Ласточки, глава 3
Это дает основание предполагать, что Лютик умер своей смертью, прожив мирную жизнь с любимым человеком. Во «Владычице озера», Геральт видит Лютика на эшафоте, куда его отправила его возлюбленная княгиня Туссента Анна-Генриетта, после того как тот попался в постели с одной молодой баронессой. В последний момент приезжает гонец с помилованием, в честь цинтрийского мира. Ведьмак спрашивает барда о его тубе с рукописью, на что он отвечает, что она осталась в замке княгини, а свой труд он полностью перепишет.

— Лютик! — Только теперь Геральт заметил то, что должен был заметить уже
давно. — А твоя бесценная туба? Твои полвека поэзии? У гонца их не было.
Они остались в Туссенте?
— Остались, — равнодушно поддакнул бард. — В гардеробе Ласочки, под
кучей платьев, трусов и корсетов. И пусть себе там остаются на веки веков.
Аминь.
— Объясни.
— А чего тут объяснить? В Туссенте у меня было достаточно времени, чтобы
внимательно прочесть все, что я написал.
— И что?
— Напишу ещё раз. Заново.

## Персонаж вне книги
В фильме и сериале 2001 и 2002 года «Ведьмак» Лютика сыграл Збигнев Замаховский (Zbigniew Zamachowski).
«Лютик стал одним из главных героев, и из бездельника и вруна превратился в обгоняющего по инициативе остальных героя» Персонаж в фильме не всеми был воспринят хорошо, как и сам фильм. Известный ловелас и бард Лютик был представлен в виде весёлого толстячка, но актёрская игра Замаховского приблизила персонаж к «книжному» Лютику. Лютик выглядит оборванцем, но поет как Лютик. В фанатском фильме «Полвека поэзии спустя», вышедшем в декабре 2019 года, Замаховский снова выступил в этой же роли.
В американо-польском сериале, первый сезон которого вышел на экраны в конце 2019 года, Лютика сыграл Джои Бэти. Этот персонаж впервые появляется во втором эпизоде, «Четыре марки», где исполняет песню «Toss a Coin to Your Witcher».
В 2007 году свет увидела игра «Ведьмак». Лютик в ней без шапочки, но в целом полностью отвечает критериям своего книжного прототипа. Лютик прославился не столько музыкальным даром, сколько любовными похождениями и неуёмной тягой к женскому полу.
Лютик — один из главных героев рок-оперы группы «ESSE» «Дорога без возврата» и фильма-мюзикла снятого на её основе.
Согласно рок-опере, именно из «Полувека поэзии» Лютика потомки узнали историю о ведьмаке. Несмотря на заявленную профессию барда, в опере Лютик не поёт, но «балагурством ни разу не уступает своему книжному образу».
От лица барда Лютика ведётся повествование в песне Тэм Гринхилл «Неспетая баллада Лютика», посвящённой событиям, которые происходят в рассказе «Немного жертвенности» из книги «Меч Предназначения».